# Companhia Nacional de Abastecimento
A Companhia Nacional de Abastecimento (Conab) é uma empresa pública brasileira vinculada ao Ministério do Desenvolvimento Agrário e Agricultura Familiar (MDA).
Exerce, principalmente, o papel do estoque regulador de alimentos e de auxílio à agricultura familiar e ao campesinato no controle das oscilações na renda destes e para lhes assegurar uma remuneração mínima.

## História
Criada por Decreto Presidencial e autorizada pela Lei nº 8.029, de 12 de abril de 1990, tendo iniciado suas atividades em 1 de janeiro de 1991.
A Conab se originou da fusão de três empresas públicas, a Companhia Brasileira de Alimentos (Cobal), a Companhia de Financiamento da Produção (CFP) e a Companhia Brasileira de Armazenamento (Cibrazem), que atuavam em áreas distintas e complementares, quais sejam, abastecimento, fomento à produção agrícola e armazenagem, respectivamente.
Atualmente, a Companhia, que é uma empresa oficial do Governo Federal, é encarregada de gerir as políticas agrícolas e de abastecimento, visando assegurar o atendimento das necessidades básicas da sociedade, preservando e estimulando os mecanismos de mercado. 
Foi vinculada ao Ministério da Agricultura, Pecuária e Abastecimento (MAPA) até janeiro de 2023. Com a posse do presidente Luiz Inácio Lula da Silva, passou a ser vinculada ao Ministério do Desenvolvimento Agrário e Agricultura Familiar (MDA).

## Atribuições

### Abastecimento social
A Conab promove a regulação do estoque e a segurança alimentar e nutricional, garantindo o abastecimento social para atendimento emergencial, ajuda humanitária internacional, doação de cestas e distribuição de cestas, além de executar o programa vendas em balcão.

### Agricultura familiar e campesinato
A Conab exerce um contínuo trabalho para o fortalecimento das políticas públicas voltadas à agricultura familiar, como o Programa de Aquisição de Alimentos, que abrange a compra com doação simultânea, apoio à formação de estoque pela agricultura familiar, compra direta da agricultura familiar e aquisição de sementes.

### Estoques públicos
A Conab também atua na formação de estoques públicos, com o fim de garantir o preço e a renda do produtor. Também, administra e mantém o abastecimento interno, comercializando estoques na entressafra para atenuar as oscilações de preços.  A formação de estoques públicos protege agricultores e cidadãos dos riscos provocados pelos imprevistos da atividade agrícola, como chuva, seca e geada. Além disso, é responsável pelo levantamento de estoques privados com o objetivo de consolidar informações a respeito dos estoques de produtos agrícolas no País.
A Conab realiza os leilões de venda de estoques públicos e estratégicos de milho, arroz, café, feijão, sorgo, sisal, trigo, entre outros.  

### Informações agropecuárias
A companhia fornece informações técnicas para embasar a sua tomada de decisão quanto à elaboração de políticas voltadas à agricultura. A Conab presta informações detalhadas e atualizadas sobre a produção agropecuária nacional, por meio de levantamentos de previsão de safras, de custos de produção e armazenagem, de posicionamento dos estoques e de indicadores de mercado, além de estudos técnicos que viabilizam a análise do quadro de oferta e demanda, dentre outros dados.

## Unidades armazenadoras

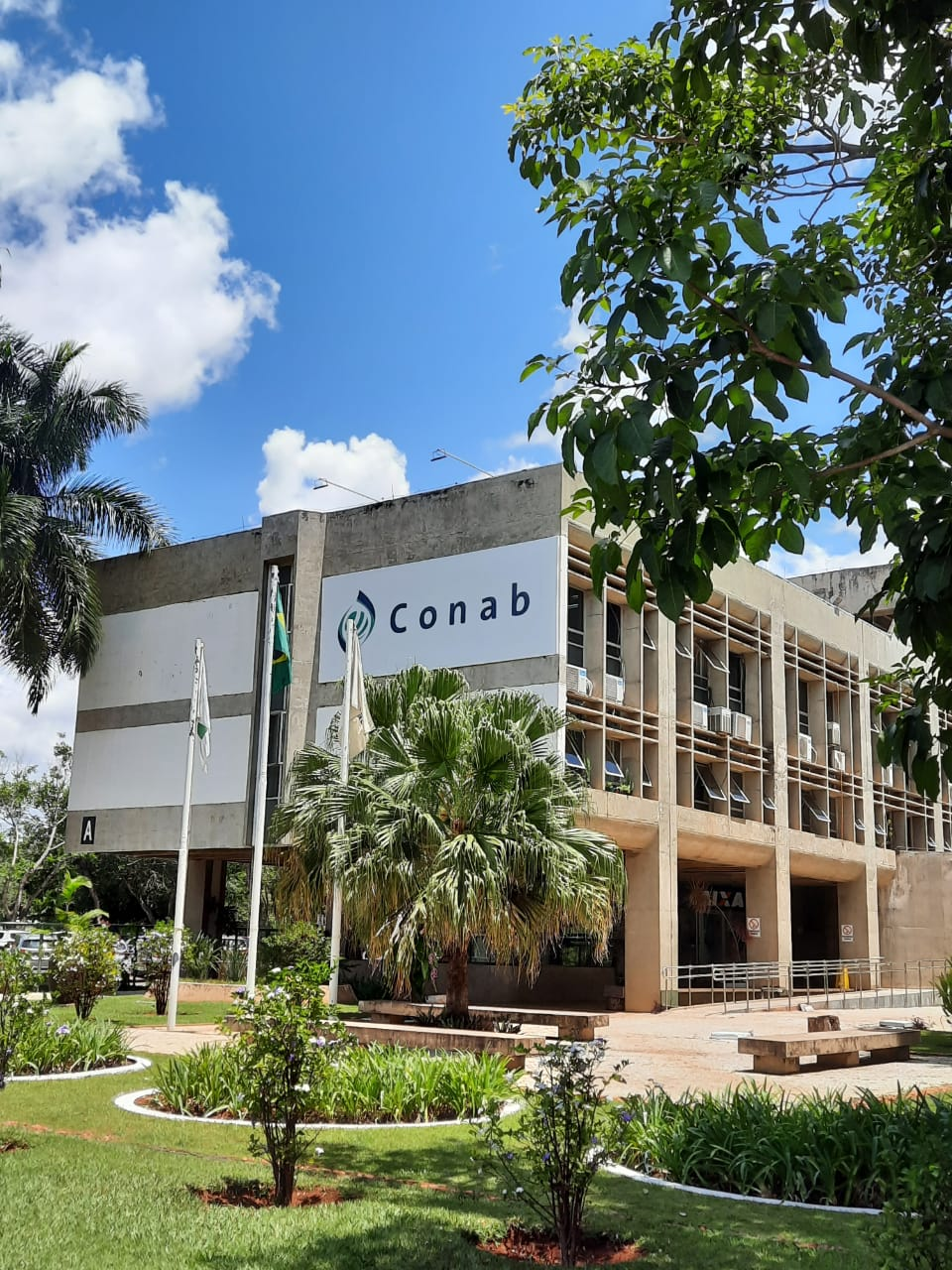
Prédio matriz da Conab em Brasília, Distrito Federal.

Com sede em Brasília, a Companhia implementa ações em todo o território nacional por meio de sua rede de 25 superintendências regionais e 64 unidades armazenadoras, realizando ainda ações de cooperação internacional.
A capacidade estática total da empresa é de pouco mais de 1,6 milhões de toneladas.
Em maio de 2019, foi anunciado o fechamento de 27 unidades armazenadoras.
Em 2020, dados indicavam uma redução dos estoques estratégicos em cerca de 96% no período de uma década com relação ao feijão, a soja, o arroz, o trigo, o milho e o café.
A Bolsa Brasileira de Mercadorias é uma das bolsas contratadas pela CONAB para realizar os leilões. As Corretoras de Mercadorias associadas às Bolsas de Mercadorias estão capacitadas para prestar informações e preparadas para operar os leilões da CONAB com estrutura de atendimento ao público em geral.